# Пенъдарен
Пенъдарен (на уелски: Penydarren или Pen-y-darren) е квартал на град Мърдър Тидфил.
Намира се в северната част на града. Има жп гара. Населението е 5253 души според данни от преброяването през 2001 г.
През 1 век е римски форт, а през Индустриалната революция тук се намират „Penydarren Ironworks“, където Ричард Тревитик прави първия си локомотив - „Invicta“. Това е и началната точка на първото пътуване на локомотива. Трасето е 16 км до Аберкънон.
1. ↑  www.nomisweb.co.uk